# Diego del Real
Diego Alan del Real Galindo (Monterrey, 6 marzo 1994) è un martellista messicano.

## Biografia
Del Real inizia a competere nel 2010 partecipando ai Giochi olimpici giovanili di Singapore, finendo primo nella finale B della competizione. L'anno successivo ha preso parte all'edizione casalinga dei Giochi panamericani classificandosi decimo. Nel 2016 ha partecipato ai Giochi olimpici di Rio de Janeiro 2016, finendo ad un passo dal podio. Nel 2018 ha vinto la medaglia d'oro ai Giochi centramericani e caraibici in Colombia.
Del Real ha imposto più volte il proprio primato nazionale migliorando di volta in volta il record messicano.

## Palmarès
| Anno | Manifestazione                   | Sede           | Evento              | Risultato | Prestazione | Note                          |
| ---- | -------------------------------- | -------------- | ------------------- | --------- | ----------- | ----------------------------- |
| 2010 | Campionati CAC U20               | Santo Domingo  | Lancio del martello | Oro       | 61,27 m     |                               |
| 2010 | Giochi olimpici giovanili        | Singapore      | Lancio del martello | 1º (B)    | 69,66 m     |                               |
| 2011 | Mondiali allievi                 | Lilla          | Lancio del martello | 6º        | 72,21 m     |                               |
| 2011 | Campionati panamericani juniores | Miramar        | Lancio del martello | Argento   | 66,77 m     |                               |
| 2011 | Giochi panamericani              | Guadalajara    | Lancio del martello | 10º       | 59,41 m     |                               |
| 2012 | Campionati CAC U20               | San Salvador   | Lancio del martello | Oro       | 73,96 m     |                               |
| 2012 | Mondiali juniores                | Barcellona     | Lancio del martello | 17º (q)   | 69,56 m     |                               |
| 2013 | Campionati CAC                   | Morelia        | Lancio del martello | Argento   | 65,35 m     |                               |
| 2013 | Campionati panamericani juniores | Medellín       | Lancio del martello | Oro       | 72,99 m     |                               |
| 2014 | Campionati NACAC U23             | Kamloops       | Lancio del martello | Oro       | 69,42 m     |                               |
| 2014 | Giochi CAC                       | Veracruz       | Lancio del martello | 4º        | 69,84 m     | Miglior prestazione personale |
| 2015 | Giochi panamericani              | Toronto        | Lancio del martello | 6º        | 71,74 m     |                               |
| 2015 | Campionati NACAC                 | San José       | Lancio del martello | Bronzo    | 70,83 m     |                               |
| 2016 | Campionati NACAC U23             | San Salvador   | Lancio del martello | Oro       | 74,55 m     |                               |
| 2016 | Giochi olimpici                  | Rio de Janeiro | Lancio del martello | 4º        | 76,05 m     |                               |
| 2017 | Mondiali                         | Londra         | Lancio del disco    | 26º (q)   | 71,29 m     |                               |
| 2017 | Universiadi                      | Taipei         | Lancio del martello | Finale    | nm          |                               |
| 2018 | Giochi CAC                       | Barranquilla   | Lancio del martello | Oro       | 74,95 m     |                               |
| 2019 | Giochi panamericani              | Lima           | Lancio del martello | 4º        | 74,16 m     |                               |
| 2019 | Mondiali                         | Doha           | Lancio del martello | 21º (q)   | 73,15 m     |                               |
| 2021 | Giochi olimpici                  | Tokyo          | Lancio del martello | 15º (q)   | 75,17 m     |                               |
| 2022 | Mondiali                         | Eugene         | Lancio del martello | 16º (q)   | 74,12 m     |                               |
| 2023 | Giochi CAC                       | San Salvador   | Lancio del martello | Argento   | 74,57 m     |                               |
| 2023 | Mondiali                         | Budapest       | Lancio del martello | 12º       | 72,56 m     |                               |
| 2023 | Giochi panamericani              | Santiago       | Lancio del martello | 4º        | 75,63 m     |                               |
| 2024 | Giochi olimpici                  | Parigi         | Lancio del martello | 22º (q)   | 72,10 m     |                               |

## Altre competizioni internazionali
2018
- 4º in Coppa continentale ( Ostrava), lancio del martello - 75,86 m